# Arquidiocese de Minsk-Mohilev
A Arquidiocese de Minsk–Mohilev (em latim: Archidiœcesis Minscensis–Mohiloviensis; em bielorrusso: Мінска–Магілёўская архідыяцэзія Мітрапаліт; romanizada: Minska–Mahilowskaja archidyjacesija Mitrapalit) é uma Arquidiocese de rito latino da Igreja Católica que abrange as cidades de Minsk e Mogilev na Bielorrússia. Foi criada em 13 de abril de 1991.

## História
A história da Arquidiocese de Minsk-Mohilev remonta a fundação das dioceses de Mohilev e Minsk. A primeira surgiu em 15 de abril de 1783, sendo depois elevada a arquiodecese; em 9 de agosto de 1798, a Diocese de Minsk foi estabelecida a partir do território da Arquidiocese Metropolitana de Mohilev, como sua sufragânea. Em 28 de outubro de 1925, Minsk cedeu parte de seu território para a ereção da Diocese de Pinsk.
O Papa João Paulo II, a 13 de abril de 1991, uniou a Administração Apostólica de Kharkiv (suprimida), a Administração Apostólica de Kazan-Samara-Simbirsk (suprimida), a Administração Apostólica de Leningrado (suprimida), a Diocese de Minsk, a Arquidiocese de Mohilev, a Administração Apostólica de Mohilev (suprimida) e a Administração Apostólica de Moscou (suprimida). Em resultado, foram criadas as novas Administração Apostólica do Cazaquistão, Arquidiocese de Minsk-Mohilev e Administração Apostólica da Sibéria.
Em 13 de outubro de 1999, a Arquidiocese deu parte de seu território para a nova Diocese de Vitebsk.
Segundo seus registros, em 2021, conta com 667.980 católicos, ou 15% da população, com 67 padres diocesanos, 65 sacerdotes religiosos e 122 paróquias.
Sua sé é a Catedral de Santa Virgem Maria em Minsk, cuja fundação remonta a um colégio e residência jesuíta em 1710. Com a fundação da Diocese de Minsk, o santuário foi reconsagrado como Igreja Catedral da Bem-Aventurada Virgem Maria. Após várias destruições e reconstruções, bem como uso não-religioso durante a União Soviética, em 21 de outubro de 1997 a Igreja Catedral foi solenemente reconsagrada.
A Arquidiocese conta também com a Concatedral da Assunção da Virgem e Santo Estanislau em Mogilev, instalada no local de um antigo convento carmelita, onde foi construída em 1636 uma igreja à Assunção de Maria. Com a diocese, depois arquidiocese, a igreja do mosteiro carmelita tornou-se catedral da Arquidiocese de Mogilev, assumindo o seu nome atual. A catedral foi fechada durante a União Soviética e usada pelo governo. Quando a catedral foi devolvida à diocese e depois restaurada, foi reconsagrada em 13 de julho de 1996, tornando-se então a concatedral da Arquidiocese de Minsk-Mohilev.
Enquanto sé metropolitana, a Arquidiocese de Minsk-Mohilev tem três dioceses sufragâneas:
- Grodno;
- Pinsk;
- Vitebsk.

## Prelados
|                             | Nome                                       | Período    | Notas                                                     |
| Arcebispos                  | Arcebispos                                 | Arcebispos | Arcebispos                                                |
| --------------------------- | ------------------------------------------ | ---------- | --------------------------------------------------------- |
| 3°                          | Iosif Staneŭski                            | 2021-      | Atual                                                     |
| 2º                          | Tadeusz Kondrusiewicz                      | 2007-2021  | Arcebispo emérito                                         |
| 1º                          | Kazimierz Cardeal Świątek                  | 1991-2006  |                                                           |
| Bispos                      |                                            |            |                                                           |
| 4º                          | Zygmunt Konstanty Antoni Łoziński          | 1917-1925  | Nomeado Bispo de Pinsk                                    |
| 3º                          | Adam Wojtkiewicz                           | 1852-1870  |                                                           |
| 2º                          | Mateusz Lipski                             | 1831-1839  |                                                           |
| 1º                          | Jakub Ignacy Dederko                       | 1798-1829  |                                                           |
| Bispos auxiliares           |                                            |            |                                                           |
|                             | Aliaksandr Yasheuski, S.D.B.               | 2015-      | Atual                                                     |
|                             | Yury Kasabutski                            | 2013-      | Atual                                                     |
|                             | Antoni Dziemianko                          | 2004-2012  | Nomeado Bispo de Pinsk                                    |
|                             | Cyryl Klimowicz                            | 1999-2003  | Nomeado Bispo de São José em Irkutsk                      |
|                             | Boļeslavs Sloskāns                         | 1926-1981  |                                                           |
|                             | Jan Chrzciciel Louis Masclet, O.M.         | 1814-1836  |                                                           |
| Administradores apostólicos |                                            |            |                                                           |
|                             | Kazimierz Wielikosielec, O.P.              | 2021       | Bispo auxiliar emérito de Pinsk                           |
|                             | Antoni Dziemianko                          | 2006-2007  | Bispo auxiliar da mesma                                   |
|                             | Tadeusz Kondrusiewicz                      | 1989-1991  | Nomeado Administrador apostólico de Mãe de Deus em Moscou |
|                             | Boļeslavs Sloskāns                         | 1926-1981  | Bispo auxiliar da mesma                                   |
|                             | Jerzy Józef Elizeusz Szembek               | 1903-1905  | Arcebispo de Mohilev                                      |
|                             | Aleksander Kazimierz Gintowt-Dziewaltowski | 1883-1889  | Arcebispo de Mohilev                                      |